# Checking Out
Pour plus de détails, voir Fiche technique et Distribution.
Checking Out est un film britannique réalisé par David Leland, sorti en 1988.

## Fiche technique
- Titre : Checking Out
- Réalisation : David Leland
- Scénario : Joe Eszterhas
- Photographie : Ian Wilson (en)
- Montage : Lee Percy
- Musique : Carter Burwell
- Pays de production : Royaume-Uni
- Format : Couleurs - 2,35:1 - Dolby
- Genre : comédie
- Durée : 96 minutes
- Date de sortie : 1988

## Distribution
- Jeff Daniels : Ray Macklin
- Melanie Mayron : Jenny Macklin
- Michael Tucker : Harry Lardner
- Kathleen York : Diana
- Ann Magnuson : Connie Hagen
- Allan Havey : Pat Hagen
- Jo Harvey Allen (en) : Barbara
- Ian Wolfe : Mr D'Amato
- Billy Beck (en) : Père Carmody
- Trudy Dochterman : Val
- John Durbin : Spencer Gillinger
- Adelle Lutz (en) : Dr Helmsley
- Felton Perry : Dr Duffin
- Allan Rich : Dr Haskell
- Stephen Tobolowsky : Pharmacien